# Oru, Harjumaa
Oru är en by i Estland. Den ligger i Kose kommun och i landskapet Harjumaa, i den centrala delen av landet, 30 km söder om huvudstaden Tallinn. Oru ligger 69 meter över havet och antalet invånare är 441 (2011).
Terrängen runt Oru är mycket platt. Runt Oru är det glesbefolkat, med 17 invånare per kvadratkilometer. Närmaste större samhälle är Kohila, 12,9 km väster om Oru. I omgivningarna runt Oru växer i huvudsak blandskog.